# Kleingœft
Kleingœft település Franciaországban, Bas-Rhin megyében. Lakosainak száma 159 fő (2022. január 1.). Kleingœft Lochwiller, Maennolsheim, Westhouse-Marmoutier és Wolschheim községekkel határos.

## Népesség
A település népességének változása:
| Lakosok száma | 146  | 149  | 156  | 156  | 155  | 154  | 154  | 157  | 159  |
|               | 2013 | 2015 | 2016 | 2017 | 2018 | 2019 | 2020 | 2021 | 2022 |